# Fabrice Gazin
Fabrice Gazin (5 aprile 1979) è uno schermidore francese.

## Biografia
Nei campionati europei di scherma ha conquistato una medaglia d'argento a Coblenza nel 2001, nella gara di sciabola a squadre.

## Palmarès
In carriera ha conseguito i seguenti risultati:
- Europei di scherma

Coblenza 2001: argento nella sciabola a squadre.